# Jules Vern
Ne doit pas être confondu avec Jules Verne.
Pour les articles homonymes, voir Vern.
Jules Vern (1892-1956) est un professeur et un écrivain. 

## Biographie
Jules Vern naît le 5 novembre 1892 au Havre. Il passe le baccalauréat ès sciences en 1910. Il enseigne dans les lycées français et il fonde la société des « Écoliers Havrais » en 1926.
Il s'installe aux États-Unis en 1930. Il fonde en 1936, Le Bayou, revue littéraire française de l'université de Houston au Texas, qui a l'ambition de publier des romans, des nouvelles, des essais, des critiques, des poèmes concernant la France et le Sud des États-Unis. La revue prend un essor considérable et devient connue dans tous les pays francophones. La revue reçoit la médaille du prix de la langue française décernée par l'Académie française en 1946.
En 1934, il occupe la chaire de professeur de littérature française à l'université de Houston. À partir de 1939, il donne ses cours au Roy G. Cullen Building (en) qui vient d'ouvrir sur le campus et rapidement son enseignement est considéré comme exceptionnel. Il y crée un club, « Le Quartier Latin », et un journal La Feuille de Chou, écrite et publiée par ses étudiants. Auparavant, le 29 novembre 1933, il fonde « Le Petit Théâtre français de Houston », où sont représentées ses pièces jouées par des professeurs, des Houstoniens francophones, des étudiants… Il est récompensé par le titre d'officier d'Académie décerné par le gouvernement français.
Jean Sulver est le nom de plume de Jules A. Vern, dont il est l'anagramme. Il a aussi utilisé Da, Charles Lambert, Le Boucanier, Le Strapontin, Sam Suffy, etc..
Il meurt en 1956,.

## Œuvres
- Jean Sulver, Ballades du Texas, Éditions du Bayou, 1937.
- Swing, poèmes, Éditions du Bayou, 1939.
- Ballades de mon Bayou, Éditions du Bayou, 1944.
- Vers cassés, Éditions du Bayou, 1949.

## Théâtre
- Jardon public, 1932.
- La Douloureuse, en collaboration avec Irvin S. Cobb, 1934.
- Le Chien du foyer, 1934.
- Tactiques, 1934.
- Mer basse, 1935.
- Lanterne sourde, 1935.
- On vit, 1936.
- Hors concours, 1937[10].